# Hannivka, Novomoskovsk
Hannivka (în ucraineană Ганнівка) este un sat în comuna Kernosivka din raionul Novomoskovsk, regiunea Dnipropetrovsk, Ucraina.

## Demografie
Componența lingvistică a localității Hannivka
     Ucraineană (98,5%)
     Rusă (1,5%)
Conform recensământului din 2001, majoritatea populației localității Hannivka era vorbitoare de ucraineană (98,5%), existând în minoritate și vorbitori de rusă (1,5%).